# Ȼ
Ȼ, ȼ (C со штрихом) — буква расширенной латиницы. Используется в языке кутенай, где является 3-й буквой в алфавите и обозначает звук [t͡s], и в языке саанич, где является 7-й буквой по счёту и передаёт звук [kʷ]. Также используется в Юнифоне для английского языка.